# 苏宏晖
苏宏晖（?—?），唐朝至武周将领。
长寿二年（693年），后突厥默啜犯边，武则天以薛怀义为代北道行军大总管，以李多祚、苏宏晖为将。未行，改薛怀义为朔方道行军大总管，以内史李昭德为行军长史，凤阁侍郎、平章事苏味道为行军司马，契苾明、曹仁师、沙吒忠义等十八率军讨伐。未出，突厥退兵。
三月十二日，夏官尚书、清边道总管王孝杰、羽林卫将军苏宏晖等领兵十七万与契丹孙万荣战于东硖石谷，王孝杰率领精兵为前锋，奋力作战。契丹人后退，王孝杰追击，行进到背靠悬崖的地方，契丹回兵逼近，后军总管苏宏晖首先弃甲逃跑，唐兵大败，王孝杰坠崖身死，战士几乎全部战死。管记张说奏明情况。武则天派遣使者前去将苏宏晖斩首示众；使者还未到达幽州，苏宏晖因立功得以免死。